# NGC 5881
NGC 5881 is een spiraalvormig sterrenstelsel in het sterrenbeeld Draak. Het hemelobject werd op 26 april 1789 ontdekt door de Duits-Britse astronoom William Herschel.

## Synoniemen
- IC 1100
- UGC 9729
- MCG 11-18-25
- ZWG 318.14
- IRAS 15053+6310
- PGC 53920